# Reichsstraße 386
Die Reichsstraße 386 (R 386) war bis 1945 eine Staatsstraße des Deutschen Reichs. Sie verlief, in Olesno (früher Rosenberg O.S.) beginnend,  über Praszka (Praschkau), das bis zum deutschen Überfall auf Polen die polnische Grenzstadt zum Deutschen Reich war,  von hier auf der Trasse der heutigen Droga krajowa 45 nach Wieluń (während der deutschen Annexion als Welungen bezeichnet), Złoczew (während der Annexion Schlötzau), wo die Droga krajowa 45 heute in die Droga krajowa 14 mündet, und auf der Droga krajowa 14 weiter nach Sieradz (ab 1941 Schieratz). Hier traf die Straße auf die Reichsstraße 387.
Ihre Gesamtlänge betrug rund 92 Kilometer, davon 79 km auf polnischem Gebiet.